# Veliki Vrh, Šmartno ob Paki
Veliki Vrh je naselje v Občini Šmartno ob Paki.